# Й
Й, й (bułg. i kratko, ros. i kratkoje, ukr. jot) – jedenasta litera alfabetu rosyjskiego, białoruskiego i mongolskiego, dziesiąta litera alfabetu bułgarskiego, czternasta litera alfabetu ukraińskiego, pochodząca od litery И. Oddaje głoskę [j]. W języku rosyjskim pierwotnie litera ta nazywana była i z krytką (daszkiem) (и с краткой), od XIX wieku ustalona została nazwa i krótkie (и краткое).
W języku ukraińskim, w zależności od pozycji zarówno w wyrazie jak i w zdaniu, występuje wymiana liter й do і. Wynika ona z wymiany głosek [j] – [i], którą zgodnie z ukraińską zasadą ortograficzną należy odzwierciedlić w pisowni. W języku ukraińskim ma też miejsce nietypowa wśród języków słowiańskich wymowa й na początku wyrazu przed samogłoską lub w środku wyrazu między samogłoskami jako [ʝ] lub [ç]; ale nie dotyczy ona wszystkich Ukraińców.
W językach serbskim, azerskim i macedońskim odpowiednikiem tej litery jest znak ј.

## Kodowanie
| Znak                   | Й                               | Й                               | й                             | й                             |
| ---------------------- | ------------------------------- | ------------------------------- | ----------------------------- | ----------------------------- |
| Nazwa w Unikodzie      | Cyrillic Capital Letter Short I | Cyrillic Capital Letter Short I | Cyrillic Small Letter Short I | Cyrillic Small Letter Short I |
| Kodowanie              | dziesiątkowo                    | szesnastkowo                    | dziesiątkowo                  | szesnastkowo                  |
| Unicode                | 1049                            | U+0419                          | 1081                          | U+0439                        |
| UTF-8                  | 208 153                         | d0 99                           | 208 185                       | d0 b9                         |
| Odwołania znakowe SGML | &#1049;                         | &#x0419;                        | &#1081;                       | &#x0439;                      |
| Macintosh Cyrillic     | 137                             | 89                              | 233                           | E9                            |
| ISO 8859-5             | 185                             | B9                              | 217                           | D9                            |
| Windows-1251           | 201                             | C9                              | 233                           | E9                            |
| Code page 866          | 137                             | 89                              | 169                           | A9                            |
| Code page 855          | 190                             | BE                              | 189                           | BD                            |
| KOI8-R i KOI8-U        | 234                             | EA                              | 202                           | CA                            |